# Auberge Fortuna
L'ancienne auberge Fortuna (en hongrois : volt Fortuna Szálló ou Fortuna vendégfogadó), aujourd'hui auberge Saint-Georges (Szent-György Fogadó) est un édifice situé dans le 1er arrondissement de Budapest.